# 4 ambientes
4 ambientes es una serie web de temática LGBT, creada por los cineastas Juan de la Cruz, Cristian Franco Tuñón y Javier Segovia. En diciembre de 2010 se estrena el episodio piloto con el actor Mariano Botindari como coprotagonista.
El 17 de diciembre de 2011, se estrena el primer episodio, definiendo a la tira como una alternativa gay a las series web realizadas en Argentina.
Durante 2012, el equipo de producción de la serie fue estrenando sus episodios en eventos culturales de la Ciudad Autónoma de Buenos Aires y YouTube. En octubre de 2012, la serie de bajo presupuesto, producida de manera independiente, fue nominada a la categoría Mejor ficción en Internet de los Premios Martín Fierro.
4 ambientes ha sido comparada con la franquicia televisiva Queer As Folk y fue reconocida por la prensa como un proyecto independiente que expone, en eventos culturales y las redes sociales, tópicos de debate como la diversidad sexual y la lucha contra la homofobia. A su vez, ha sido notoria la demora de la producción al momento de estrenar sus episodios en la web.

## Personajes
- Leandro, interpretado por el actor Diego López Barrionuevo, es un joven obsesionado con su apariencia. Sus inseguridades generan todo tipo de inconvenientes en su relación de pareja con Mateo. Además de sus celos, otro problema que enfrenta es la resurrección de sus sentimientos por Martín, su exnovio con quien se muda al departamento de 4 ambientes.

- Martín, interpretado por el actor Hernán Lettini, debe mudarse con su exnovio, Leandro, para escapar del conflicto que representa para su familia, convivir con su padrastro homofóbico. Además, intenta, coqueteando con heterosexuales, demostrarle a su mejor amigo que cualquier hombre puede convertirse en homosexual.

- El actor Pablo Scorcelli, oriundo de San Pedro, provincia de Buenos Aires, interpreta a Federico, un adolescente reprimido que, para mantener a salvo a su novia y a sus amigos de su abusivo hermano, les oculta sus preferencias sexuales y sus conflictos familiares.[13]

- Nicolás es el personaje interpretado por el transformista colombiano Cristian Ávila. Su distintivo vestuario lo destacó del resto del elenco, pero Ávila reconoció que su cambiante forma de ser molestó al equipo de 4 ambientes. Aun así, su versatilidad como artista logró que la misma productora lo convocara para protagonizar la obra de teatro Olvídate de todo!, en agosto de 2012. Su rol protagónico en la serie le generó reconocimiento internacional, permitiéndole destacarse como bailarín, coreógrafo y actor en otros proyectos.[14]

## Producción
Javier Segovia, oriundo de Colombia, es el director de 4 Ambientes, ficción que realizó en función de reflejar el estilo de vida latinoamericano de cuatro amigos gais que comparten un departamento en Capital Federal, Argentina.
Segovia reconoce que la decisión de hacer un producto audiovisual en línea le permitió saber rápidamente cuál es la reacción del público y llegar a países como México, Guatemala, Panamá y Costa Rica.
Egresado de la Escuela de Cine Eliseo Subiela, Segovia dirigió a un equipo de técnicos y artistas que fueron elegidos a través de una convocatoria realizada por Facebook y que trabajaron ad honorem, creando una de las web series que, según la prensa, es de las más destacadas que han surgido en los últimos tiempos.

## Controversia
La primera escena del episodio piloto, estrenado en diciembre de 2010, llama la atención de la prensa sensacionalista porque muestra al actor Mariano Botindari, practicando relaciones sexuales con un hombre en una bañadera.
En 2011, Botindari participa como entrenador y coreógrafo en el reality show Soñando por bailar, serie derivada de Bailando por un sueño, certamen de baile del programa Showmatch. Junto a la controversia que despierta el estreno de 4 ambientes, Botindari se ve involucrado en un escándalo sexual durante las grabaciones de Soñando por bailar.
En enero de 2011, el participante del programa de telerrealidad, Benjamín Saavedra, acusa a Botindari de haberse involucrado sexualmente con otro de los participantes del certamen. Debido al compromiso que asume en el programa del Canal 13 de Argentina y la polémica causada por su participación, Botindari abandona la producción de 4 ambientes tras haber grabado tan solo un episodio.

## Proyectos derivados
En 2012, los realizadores de 4 ambientes fundan una productora audiovisual que reúne a Cristian Ávila, Checha Amorosi y Blanca Martinelli, del elenco original de la serie, para realizar la obra de teatro No serás luna. La obra, considerada polémica por la prensa colombiana, también es de temática LGBT y cuenta con dos temporadas y una gira por Argentina, Colombia y Ecuador.

En junio de 2013, la actriz y periodista del programa Estudio País 24, Lucrecia Carrillo, se suma al equipo de producción de 4 ambientes para protagonizar como jurado junto a Pablo Scorcelli, Cristian Ávila y Checha Amorosi en un reality show llamado Amigas de verdad, que documenta la vida de un grupo de chicas que compiten por formar parte de la vida de una socialité argentina.
En septiembre de 2013, el actor Pablo Scorcelli se une a la producción de 4 ambientes para filmar la película de temática LGBT, No bailarás solo.
En mayo de 2014, se estrena el film No bailarás solo, producido por Scorcelli, con Cristian Ávila como actor y coreógrafo.
En septiembre de 2014, se anuncia que la obra No serás luna tendrá su versión cinematográfica, incluyendo a los actores de 4 ambientes, Cristian Ávila y Checha Amorosi.